# Pristimantis kelephus
Pristimantis kelephus е вид земноводно от семейство Leptodactylidae. Видът е световно застрашен, със статут Уязвим.